# Informe Psicoactivo
Informe Psicoactivo es una serie web de Argentina o Internet Tv (o Webisodio) sobre reducción de daños asociados al consumo de drogas, consumo responsable, cultura cannábica, recursos sustentables, diversidad cultural, política y activismo, noticias, ideas y humor.
El primer webisodio o programa 1, salió el 11 de octubre de 2009 en línea y es el primer medio de este tipo producido en la Argentina. Junto con la Revista THC conforman el pilar de la contrainformación alternativa de este país.
Su contenido trata temas relacionados con disminuir los perjuicios del consumidor de Marihuana y otras sustancias -no se trata de apología del consumo-. Presentan el reconocimiento de una necesidad de información legítima y desmitificada, un aporte de conciencia a cerca de los derechos civiles de los usuarios de cannabis, participación activa en el debate sobre la problemática del consumo de drogas legales e ilegales, políticas públicas y reducción de daños, descriminalización del usuario y despenalización de la tenencia de Marihuana, etc. Un debate contemporáneo, inmediato e indispensable. Asimismo, proponen ahondar en cuestiones de consumo responsable en su concepto profundo -no sólo en referencia al uso de drogas- y de recursos sustentables, ambos temas donde el cannabis es de vital importancia, debido a sus amplias y fastuosas virtudes y posibilidades industriales (cáñamo), medicinales, alimentarias, ecológicas, etc. 